# (4051) Hatanaka
(4051) Hatanaka es un asteroide perteneciente al cinturón de asteroides, descubierto el 1 de noviembre de 1978 por Koichiro Tomita desde el Sitio de Observación de Calern, Caussols, Francia.

## Designación y nombre
Designado provisionalmente como 1978 VP. Fue nombrado Hatanaka en honor al astrónomo japonés Takeo Hatanaka.